# Herbert Thomas Mandl

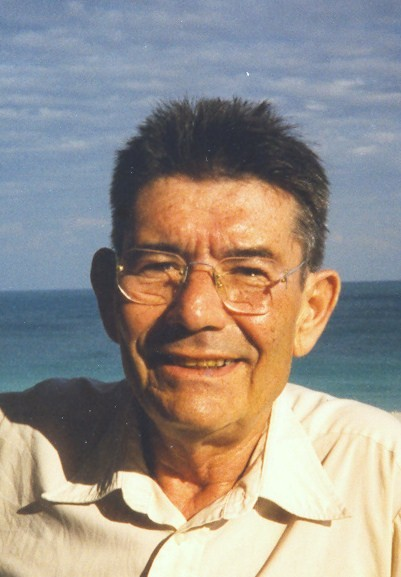
Herbert Thomas Mandl in Miami Beach, FL, USA, 1990

Herbert Thomas Mandl (geboren am 18. August 1926 in Bratislava; gestorben am 22. Februar 2007 in Meerbusch-Büderich) war ein tschechisch-deutsch-jüdischer Autor, Konzertviolinist, Musikprofessor, Philosoph, Erfinder, Vortragsreisender. Er schrieb Romane, Erzählungen, Dramen, die eng mit seinem außerordentlichen Lebensschicksal verknüpft sind.

## Leben

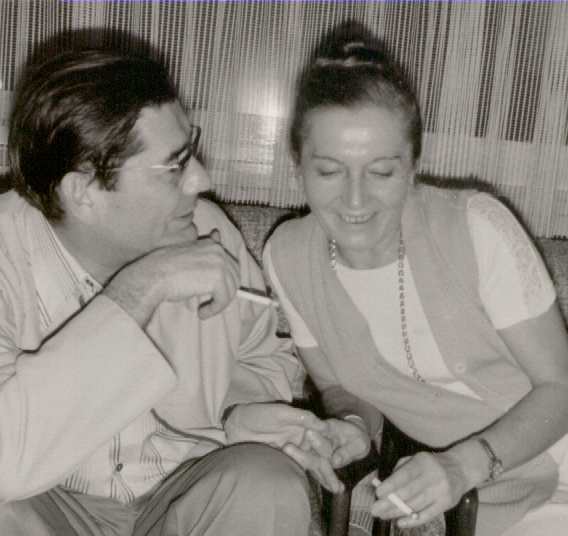
Slavi und Tommy Mandl um 1978

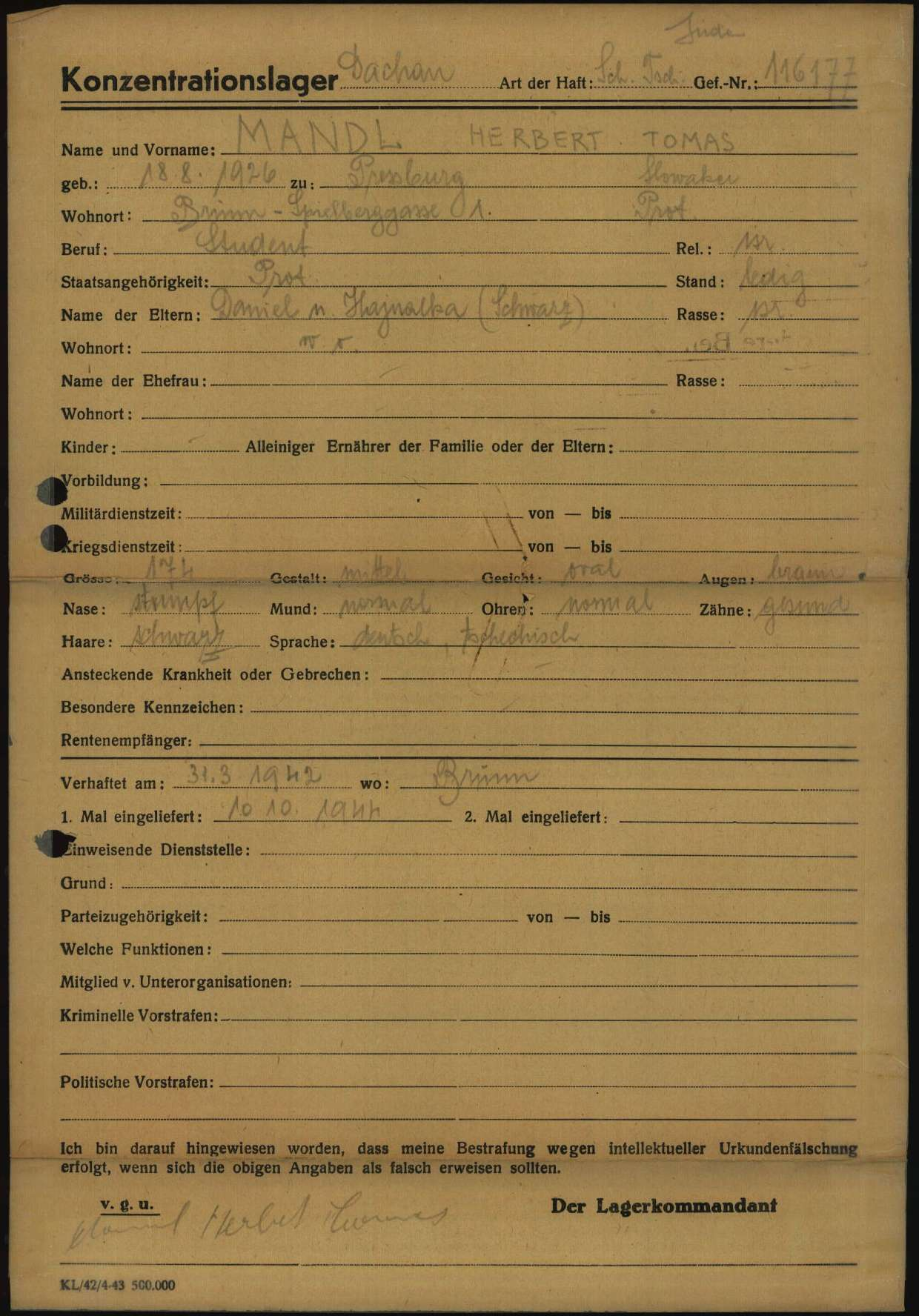
Anmeldeformular von Herbert Thomas Mandl als Gefangener im nationalsozialistischen Konzentrationslager Dachau

Als junger Mann überlebte er die Konzentrationslager Theresienstadt, Auschwitz und Dachau. Als Professor für Violine in Ostrau verfolgte er verschiedene Projekte, um aus der Unterdrückung in der kommunistischen Tschechoslowakei in den Westen zu entkommen. Die Flucht gelang ihm schließlich, als er sich in Kairo von einer Reisegruppe absetzen und in der dortigen US-Botschaft um Asyl bitten konnte. Zunächst von der CIA als Spion verdächtigt und monatelang verhört, wurde er ins Auffanglager Zirndorf entlassen. Als politischer Flüchtling anerkannt, kam er nach Köln und wurde Privatsekretär Heinrich Bölls. Mandls Frau, die Konzertpianistin Jaroslava („Slavi“) Mandl, war in Ostrau zurückgeblieben. Böll fuhr mit Ehefrau und Sohn Raimund mit einem Auto in die Tschechoslowakei, in das mit Hilfe eines Zauberkünstlers ein Versteck eingebaut worden war, und schmuggelte Slavi damit in den Westen.
Später redigierte Mandl bei der Deutschen Welle in Köln kulturelle Sendungen für die Tschechoslowakei. Er versuchte zweimal, mit seiner Frau in die USA auszuwandern. Einer seiner Jobs dort war der eines „Irrenwärters“ in einer Anstalt für kriminelle Psychopathen im US-Bundesstaat Washington. Endgültig nach Deutschland zurückgekehrt, fand er eine Anstellung als Studienrat mit dem Fach Englisch am Bischöflichen Abendgymnasium Neuss.
Nebenbei war er Erfinder. Er entwarf zwei komplett verschiedenartige Geräte, die er auch patentieren ließ. Das eine war ein durchsichtiger Kunstkopf („Phonetichead“), in dessen Inneren die von außen verstellbaren Sprachorgane sichtbar waren, um Sprachschülern bei Ausspracheproblemen zu helfen. Das andere war ein „Suggestometer“, eine komplexe Vorrichtung, mit der die Beeinflussbarkeit einer Versuchsperson gemessen werden kann – was von der empirischen Psychologie gemeinhin für unmöglich gehalten wird. Im Ruhestand wurde er zu einem überaus erfolgreichen Psychotherapeuten. In seinen letzten Jahren trat er als Zeitzeuge zum Musikleben im Getto Theresienstadt auf; er hatte dort 1943/44 im Häftlingsorchester Violine gespielt.

## Literarisches Werk
Sein literarisches Werk hat zum zentralen Thema den Kampf des Individuums gegen die raffinierten Instrumente totalitärer Unterdrückung: Geheimdienste, psychische Folter, Gehirnwäsche. Ähnlich wie bei Edgar Allan Poe (z. B. The Pit and the Pendulum) sieht sich bei Mandl der Einzelne allein mit seiner Ratio den ausgeklügelten Folterkünsten seiner übermächtigen Widersacher gegenüber. Ähnlich wie bei Aldous Huxley (Eyeless in Gaza) ist bei Mandl wirkungsvolles Erzählen mit philosophischen Überlegungen durchsetzt, die in einer überaus klaren Sprache gehalten sind. Sein Roman Die Wette des Philosophen (1996) ist überdies dadurch bemerkenswert, dass sowohl das bedrängte alltägliche als auch das so erstaunlich intensive kulturelle und musikalische Leben in Theresienstadt geschildert wird.

## Nachlass
Im Mai 2014 begann die Literaturwissenschaftlerin Mirjana Stancic in Halberstadt mit der Erschließung des Bestands, der Nachlass von Mandl war bis 2024 in der Moses Mendelssohn Akademie in Halberstadt hinterlegt. Seit Herbst 2024 befindet sich der Nachlass im Archiv der Arbeitsstelle für deutschmährische Literatur in Olomouc (Tschechische Republik).

## Werke

### Belletristik
- Der Held und sein Geheimnis. Kurzgeschichten, Bernardus, 1991.
- Durst, Musik, Geheime Dienste. Autobiographie, Boer, 1995.
- Die Wette des Philosophen. Roman, Boer, 1996.
- Auf der Insel der Phantome. Roman, Dittrich, 2003.
- Liebe und Verderb bei Phantomen. Roman, Wishbohn Verlag Mülheim a.d.Ruhr, 2005.
- 1994–2000: Belletristisches in der Tschechischen Republik erschienen

Weitere unveröffentlichte Erzählungen, Dramen und Vorträge mit philosophischen und politischen Themen finden sich im Nachlass Mandls im Archiv der Moses-Mendelssohn-Akademie in Halberstadt.

### Film
- Spuren nach Theresienstadt / Tracks to Terezín (Interview: Herbert Gantschacher; Kamera: Robert Schabus; Schnitt und Gestaltung: Erich Heyduck / DVD deutsch / englisch; ARBOS, Wien-Salzburg-Klagenfurt 2007)
- Unbekannter Böll / Der Nobelpreisträger als mutiger Fluchthelfer. Film von Gloria de Siano. 3sat Kulturjournal, 14. Januar 2004

### Theater
- Die Reise ins Zentrum der Wirklichkeit (Aufführungen in Hallein und Klagenfurt, Österreich, Uraufführung durch ARBOS-Gesellschaft für Musik und Theater 1997)
- Der dreifache Traum von der Maschine (Aufführungen in Prora/Rügen, Deutschland; Salzburg, Villach und Arnoldstein; Uraufführung durch ARBOS-Gesellschaft für Musik und Theater 2004)
- Der vertagte Heldentod (Prora/Rügen, Deutschland; Villach und Arnoldstein, Österreich; Uraufführung durch ARBOS-Gesellschaft für Musik und Theater 2005)
- Das Ziel der Verschollenen (Arnoldstein, Österreich; Uraufführung durch ARBOS-Gesellschaft für Musik und Theater 2006)
- Weitere Bühnenwerke: Das Gehirnklavier oder Das zweite Experiment, Der Gast aus der Transzendenz, Die übersinnliche Verschwörung, Verhöre mit ungewissem Ergebnis

### Oper
- Šarlatán / Der Scharlatan Oper von Pavel Haas, deutsche Fassung von Herbert Thomas Mandl und Jaroslava Mandl (Tschechische Nationalbibliothek 1993)

## Zitate
- „Solange man noch kreucht und fleucht, sollte man als Zeitzeuge der nationalsozialistischen Ära seinen Schnabel aufmachen“ – Herbert Thomas Mandl bei der Uraufführung seines Drama Die Reise ins Zentrum der Wirklichkeit 1997[2]